# Teden mladih
Teden mladih je gorenjski mladinski festival, ki ga od leta 1995 prirejajo v Kranju. Običajno poteka maja in traja 9 dni, prizorišč festivala je običajno več in so razpršena po celem mestu. Festival, ki združuje športne, izobraževalne, socialne in kulturne dogodke, je znan predvsem po večernem programu, kjer nastopajo znani in manj znani domači in tuji izvajalci. 
Tradicionalni dogodki festivala Teden mladih so: Razstur party, Noč silakov in Tek po ulicah Kranja. Organizator festivala je z nekaj vmesnimi prekinitvami Klub študentov Kranj. 